# 1995 en science-fiction
| Années de la science-fiction : 1992 - 1993 - 1994 - 1995 - 1996 - 1997 - 1998    |
| Décennies de la science-fiction : 1960 - 1970 - 1980 - 1990 - 2000 - 2010 - 2020 |

L'année 1995 a été marquée, en matière de science-fiction, par les événements suivants.

## Naissances et décès

### Décès
- 20 mars : Russell Braddon, écrivain australien, né en 1921, mort à 74 ans.
- 14 juin : Roger Zelazny, écrivain américain, mort à 58 ans.
- 3 août : Edward Whittemore, écrivain américain, mort à 62 ans.
- 14 novembre : Jack Finney,  écrivain américain, mort à 84 ans.
- 22 novembre : Margaret St. Clair, écrivain américaine, morte à 84 ans.

## Événements
- Création du prix Sidewise, prix littéraire américain de science-fiction récompensant les meilleures uchronies de l'année.

## Prix

### Prix Hugo
- Roman : La Danse du miroir (Mirror Dance) par Lois McMaster Bujold
- Roman court : Sept vues de la gorge d'Olduvaï (Seven Views of Olduvai Gorge) par Mike Resnick
- Nouvelle longue : L'Enfant de Mars (The Martian Child) par David Gerrold
- Nouvelle courte : Pas si aveugle (None So Blind) par Joe Haldeman
- Livre non-fictif : I. Asimov : A Memoir par Isaac Asimov
- Film ou série :  Toutes les bonnes choses... (Star Trek : La Nouvelle Génération)
- Éditeur professionnel : Gardner Dozois
- Artiste professionnel : Jim Burns
- Œuvre d'art originale : Lady Cottington's Pressed Fairy Book par Brian Froud
- Magazine semi-professionnel : Interzone dirigé par David Pringle
- Magazine amateur : Ansible (Dave Langford, éd.)
- Écrivain amateur : Dave Langford
- Artiste amateur : Teddy Harvia
- Prix Campbell : Jeff Noon

### Prix Nebula
- Roman : Expérience terminale (The Terminal Experiment) par Robert J. Sawyer
- Roman court : Dernier été à Mars Hill (Last Summer at Mars Hill) par Elizabeth Hand
- Nouvelle longue : Solitude (Solitude) par Ursula K. Le Guin
- Nouvelle courte : Death and the Librarian par Esther Friesner
- Prix du service pour la SFWA : Chuq Von Rospach
- Auteur émérite : Wilson “Bob” Tucker
- Grand maître : Damon Knight

### Prix Locus
- Roman de science-fiction : La Danse du miroir (Mirror Dance) par Lois McMaster Bujold
- Roman de fantasy : Brittle Innings par Michael Bishop
- Roman de dark fantasy ou d'horreur : Les Feux de l'Éden (Fires of Eden) par Dan Simmons
- Premier roman : Flingue sur fond musical (Gun, With Occasional Music) par Jonathan Lethem
- Roman court : Jour de pardon (Forgiveness Day) par Ursula K. Le Guin
- Nouvelle longue : L'Enfant de Mars (The Martian Child) par David Gerrold
- Nouvelle courte : Pas si aveugle (None So Blind) par Joe Haldeman
- Recueil de nouvelles : Otherness par David Brin
- Anthologie : The Year's Best Science Fiction: Eleventh Annual Collection par Gardner Dozois, éd.
- Livre non-fictif : I. Asimov: A Memoir par Isaac Asimov
- Livre d'art : Spectrum: The Best in Contemporary Fantastic Art par Cathy Fenner et Arnie Fenner, éds.
- Éditeur : Gardner Dozois
- Magazine : Asimov's Science Fiction
- Maison d'édition : Tor Books / St. Martin's
- Artiste : Michael Whelan

### Prix British Science Fiction
- Roman : Les Vaisseaux du temps (The Time Ships) par Stephen Baxter
- Fiction courte : The Hunger and Ecstasy of Vampires par Brian Stableford

### Prix Arthur-C.-Clarke
- Lauréat : Mise en abyme (Fools) par Pat Cadigan

### Prix Sidewise
- Format long : Les Conjurés de Florence (Pasquale's Angel) par Paul J. McAuley
- Format court : Brigantia's Angels par Stephen Baxter

### Prix E. E. Smith Memorial
- Lauréat : Mike Resnick

### Prix Theodore-Sturgeon
- Lauréat : Jour de pardon (Forgiveness Day) par Ursula K. Le Guin

### Prix Lambda Literary
- Fiction spéculative : Trouble and Her Friends par Melissa Scott

### Prix Seiun
- Roman japonais : Kishin heidan par Masaki Yamada

### Grand prix de l'Imaginaire
- Roman francophone : Arago par Laurent Genefort
- Nouvelle francophone : Dans l'abîme par Serge Lehman

### Prix Kurd-Laßwitz
- Roman germanophone : Das zerissene Land par Hans Joachim Alpers

## Parutions littéraires

### Romans
- Les 1001 Vies de l'Ombre Jaune par Henri Vernes.
- Remake par Connie Willis.

### Nouvelles
- Vous voyez mais vous n'observez pas, nouvelle de Robert J. Sawyer.

## Sorties audiovisuelles

### Films
- Alerte ! par Wolfgang Petersen.
- L'Armée des douze singes par Terry Gilliam.
- La Cité des enfants perdus par Jean-Pierre Jeunet et Marc Caro.
- La Mutante par Roger Donaldson.
- Ghost In The Shell par Mamoru Oshii.
- Le Village des damnés par John Carpenter.
- Planète hurlante par Christian Duguay.
- Strange Days par Kathryn Bigelow.
- Waterworld par Kevin Reynolds.
- Judge Dredd par Danny Cannon.
- Johnny Mnemonic par Robert Longo.

### Téléfilms
- Harrison Bergeron par Bruce Pittman.

### Séries
- Star Trek: Deep Space Nine, saison 4.
- X-Files : Aux frontières du réel, saison 3.